# قسم فرمهين الريفي (مقاطعة فراهان)
قسم فرمهين الريفي (بالفارسية: دهستان فرمهین) هي منطقة ريفية تقع في قسم في إيران. يقدر عدد سكانها بـ 12,220 نسمة .